# Ilex pseudoembelioides
Ilex pseudoembelioides är en järneksväxtart som beskrevs av Ludwig Eduard Loesener. Ilex pseudoembelioides ingår i släktet järnekar, och familjen järneksväxter. Inga underarter finns listade i Catalogue of Life.